# EPrix de Puebla
Le ePrix de Puebla est une épreuve comptant pour le championnat du monde de Formule E. Elle aura lieu pour la première fois le 19 juin 2021.

## Historique
La Formule E s’est rendue lors des saisons précédentes à Mexico pour disputer l'ePrix de Mexico sur l'Autódromo Hermanos Rodríguez.
Cependant, en raison de la pandémie de Covid-19, la Formule E annonce que l’ePrix de Puebla remplacera l’ePrix de Mexico annulé, qui se situe à environ 150 km sud-est de Mexico.

## Palmarès
| Année | Vainqueur       | Écurie                    | Circuit                  | Résultats | Date         |
| ----- | --------------- | ------------------------- | ------------------------ | --------- | ------------ |
| 2021  | Lucas di Grassi | Audi Sport ABT Schaeffler | Autódromo Miguel E. Abed | Résumé    | 19 juin 2021 |
| 2021  | Edoardo Mortara | ROKiT Venturi Racing      | Autódromo Miguel E. Abed | Résumé    | 20 juin 2021 |